# Heilig-Kruiskerk (Guvelingen)

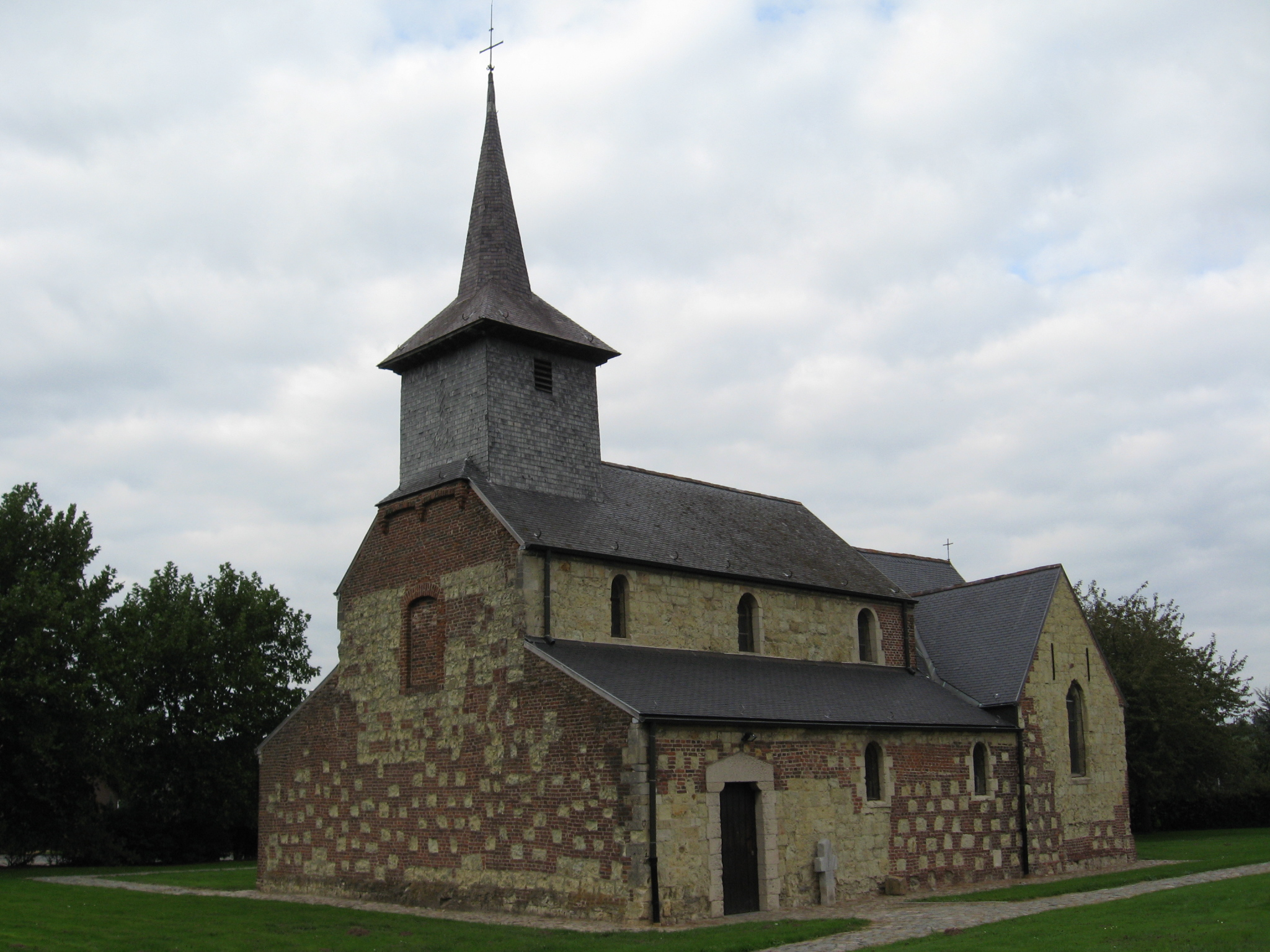
Guvelingenkapel

De Heilig-Kruiskerk (ook: Guvelingenkapel of Guvelingenkerk) was de parochiekerk van Guvelingen, gelegen aan Guvelingen 51 aldaar.

## Geschiedenis
De Heilig-Kruiskerk was vanouds afhankelijk van de Sint-Gangulfuskerk te Sint-Truiden. In 1169 werd de Heilig-Kruisparochie voor het eerst vermeld. Het kerkje stamt uit de eerste helft van de 12e eeuw. Het betreft een eenvoudige, Romaanse kruisbasiliek. Deze kerk werd uitgevoerd in mergelsteen. Later, in de 18e eeuw, werden delen van de muren en de zuidwestgevel hersteld met baksteen, waarbij ook mergelblokken gebruikt werden. Het koor werd in 1769 toegevoegd. Het werd uitgevoerd in classicistische stijl en daarbij werd uitsluitend van baksteen gebruik gemaakt, op een hardstenen plint. De kerk heeft geen echte toren, doch slechts een met leien bedekte vierkante dakruiter die wordt gedekt door een ingesnoerde naaldspits.
In 1805 werd de parochie afhankelijk van die van Schurhoven. Vanaf 1951 werd hier de (fruit-)bloesem gewijd. In 2002 besliste het bisdom om er geen erediensten meer te laten plaats vinden en in 2005 werd het ontwijd. Sindsdien staat het bekend als Guvelingenkapel of Guvelingenkerk. Het kerkje wordt sindsdien gebruikt als trouwlocatie en voor culturele doeleinden.
Reeds in 1935 werd het kerkje geklasseerd als monument en in 1936 werd het gerestaureerd. In 1939 werd ook de omgeving van dit kerkje beschermd als landschap.

## Interieur
Het interieur is van mergelsteen. Het kerkje bezit een laatgotisch triomfkruis, een deels Romaans wijwatervat, afkomstig van de Abdij van Sint-Truiden, en eiken banken uit het eerste kwart van de 18e eeuw.